# Koblenz-Stolzenfels
Koblenz-Stolzenfels ist ein Stadtteil von Koblenz. Er liegt gegenüber von Lahnstein an der Mündung der Lahn und erstreckt sich als schmaler Streifen zwischen dem Rhein sowie den Höhen des Koblenzer Stadtwalds. Bis zum 19. Jahrhundert hieß der Ort Capellen, ab 1912 bis zu seiner Eingemeindung nach Koblenz 1969 Kapellen-Stolzenfels. Oberhalb des Stadtteils befindet sich das Schloss Stolzenfels, das für den Ort namensgebend war. An der Mündung des Königsbachs wird seit 1885  Bier gebraut, zunächst von der traditionsreichen Königsbacher und seit 2012 von der Koblenzer Brauerei.

## Geographie
Zu Stolzenfels gehören die Gemeindeteile Auf dem Gesetz (ehemals Gemeinde Rhens), Königsbach und Siechhaustal.

## Geschichte
Zunächst war eine seit 1100 nachweisbare Kapelle namensgebend für den ab 1153 „Capella“ genannten Ort. An der Stelle der Kapelle wurde Anfang des 19. Jahrhunderts die katholische Pfarrkirche St. Menas erbaut. Sie trägt seit 1328 das einzige Patrozinium des ägyptischen Märtyrers Menas nördlich der Alpen.
Unter dem Trierer Erzbischof Arnold II. von Isenburg wurde Mitte des 13. Jahrhunderts die Burg Stolzenfels als Hangburg errichtet. Der Name eines Ritters Walter Burggraf von Stulzenvels wurde 1248 genannt. Erzbischof Balduin von Luxemburg ließ die Burg um 1300 zu einer kurtrierische Zollburg weiter ausbauen und durch Mauern mit dem Ort am Rheinufer verbinden. Am nördlichen und südlichen Ausgang besaß der befestigte Ort Tortürme. Bereits 1412 wurde der Zoll zur Burg Kunostein in Engers verlegt. Die Burg wurde 1689 im Pfälzischen Erbfolgekrieg durch die Franzosen zerstört. Auf den Ruinen ließ der preußische Kronprinz und spätere König Friedrich Wilhelm IV. 1826–1833 das heutige neugotische Schloss errichten, dem herausragendsten Werk der Rheinromantik.
Am Ausgang des Laubachtals wurde 1267 erstmals ein Siechenhaus in Koblenz erwähnt. Später wurde es weiter nach Süden an den Brückbach (heute Siechhausbach) verlegt. Hier stand eine Leprosenanstalt mit Hospital, Mühle und Alexiuskapelle, die im 17. Jahrhundert auch als Pesthaus genutzt wurde. Bis heute wird die Gegend „Siechhaustal“ genannt. Große Teile der Ortsbefestigung wurden mit Bau der Landstraße 1807 entlang des Rheins beseitigt, der Rest verschwand 1859 mit Bau der linken Rheinstrecke.
Der Ort gehörte seit 1333 zum kurtrierischen Amt Stolzenfels und wurde 1528 dem Amt Koblenz angegliedert. Der Amtmann hatte seinen Sitz in der Burg Stolzenfels. In französischer Zeit kam er zum Arrondissement de Coblence und nach der Übernahme des Rheinlands durch Preußen 1816 zur Bürgermeisterei Koblenz im Landkreis Koblenz. Ab 1857 wurde der Ort der Bürgermeisterei Rhens zugeordnet.
Bei der Eröffnung des entsprechenden Abschnitts der linken Rheinstrecke der Rheinischen Eisenbahn erhielt der Ort einen eigenen Bahnhof unter der Bezeichnung Capellen-Stolzenfels (auch: Capellen a. Rhein). Er wurde 1912 in Kapellen-Stolzenfels umbezeichnet. Heute halten hier Züge planmäßig nicht mehr, die Anlage wird aber als Betriebsbahnhof weiter vorgehalten.
Am 7. Juni 1969 wurde der Ort in die Stadt Koblenz eingemeindet. Ein Jahr später wurde der Gebietsteil Kripp der Gemeinde Rhens dem nun nur noch Stolzenfels heißenden Ort zugeordnet.

## Sehenswürdigkeiten
- Schloss Stolzenfels
- Katholische Pfarrkirche St. Menas
- Myriameterstein XLII am Rheinufer auf Höhe der ehemaligen Königsbacher Brauerei

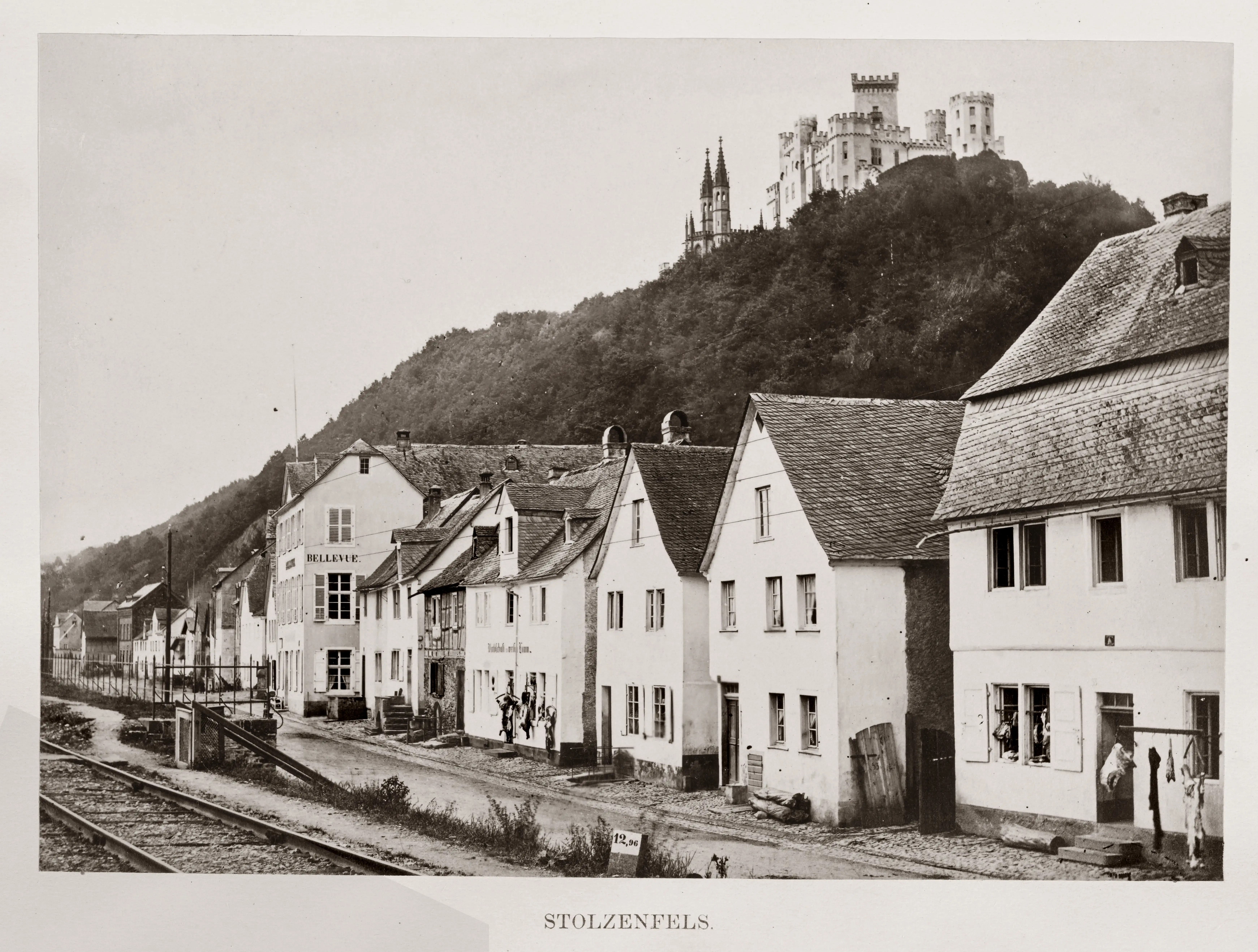
Um 1864 war das Hotel "Bellevue" noch klein
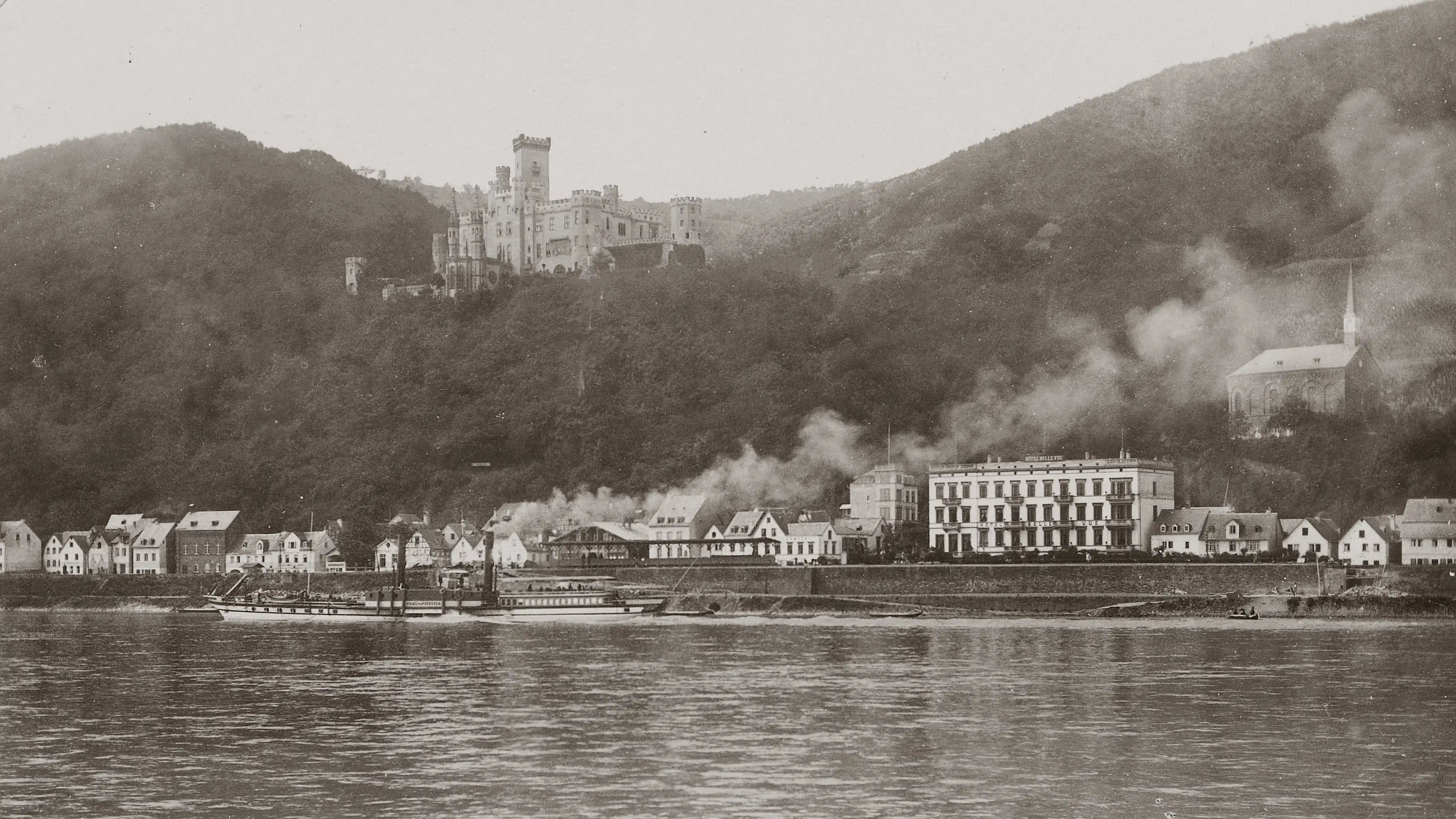
Der 1850 gebaute Dampfer "Prinz von Preussen" vor Bahnhof, Ort und Schloss
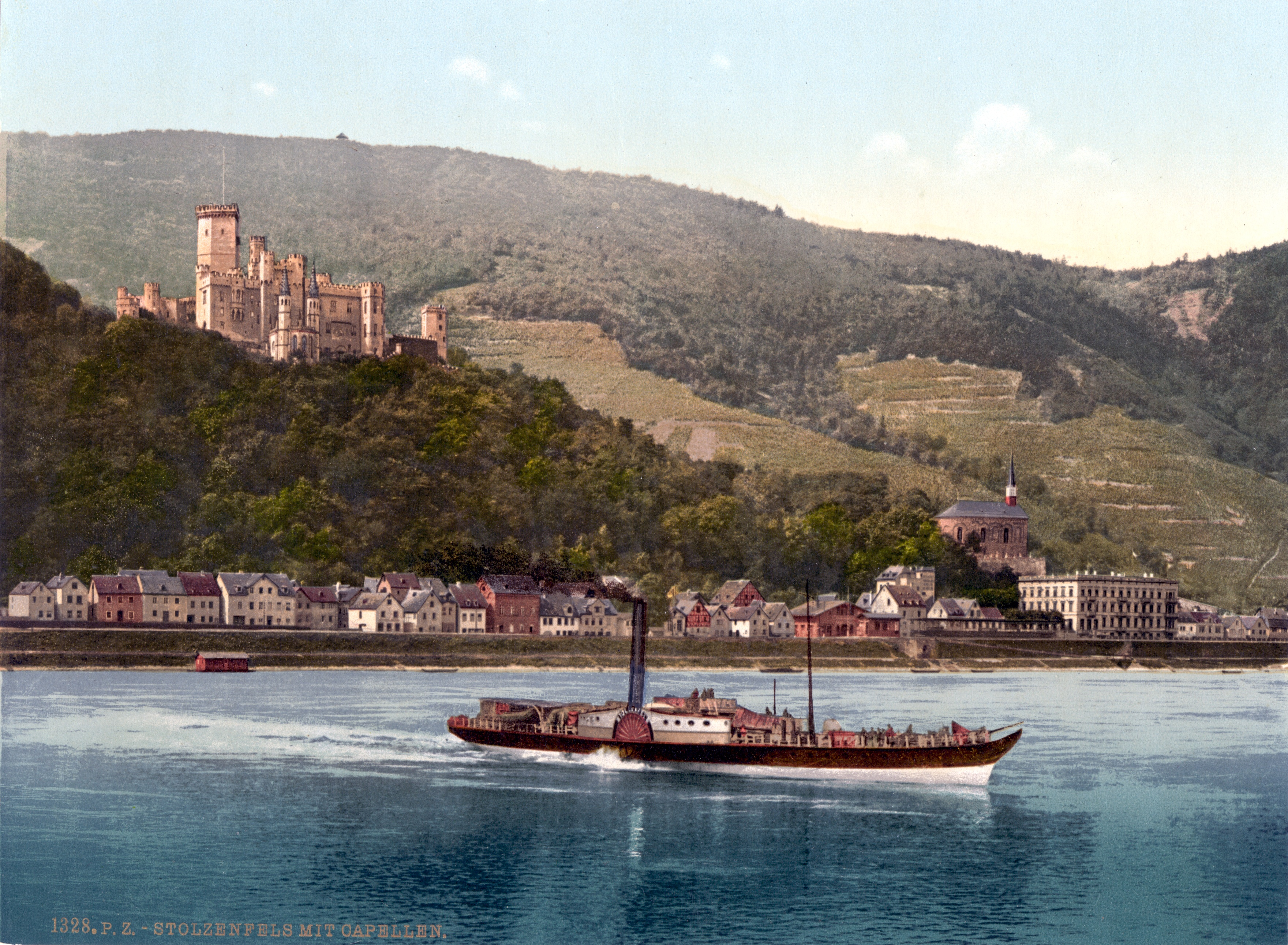
Schloss Stolzenfels von Südost um 1900
1932 fuhr der Rheingoldzug - und auch eine Straßenbahn
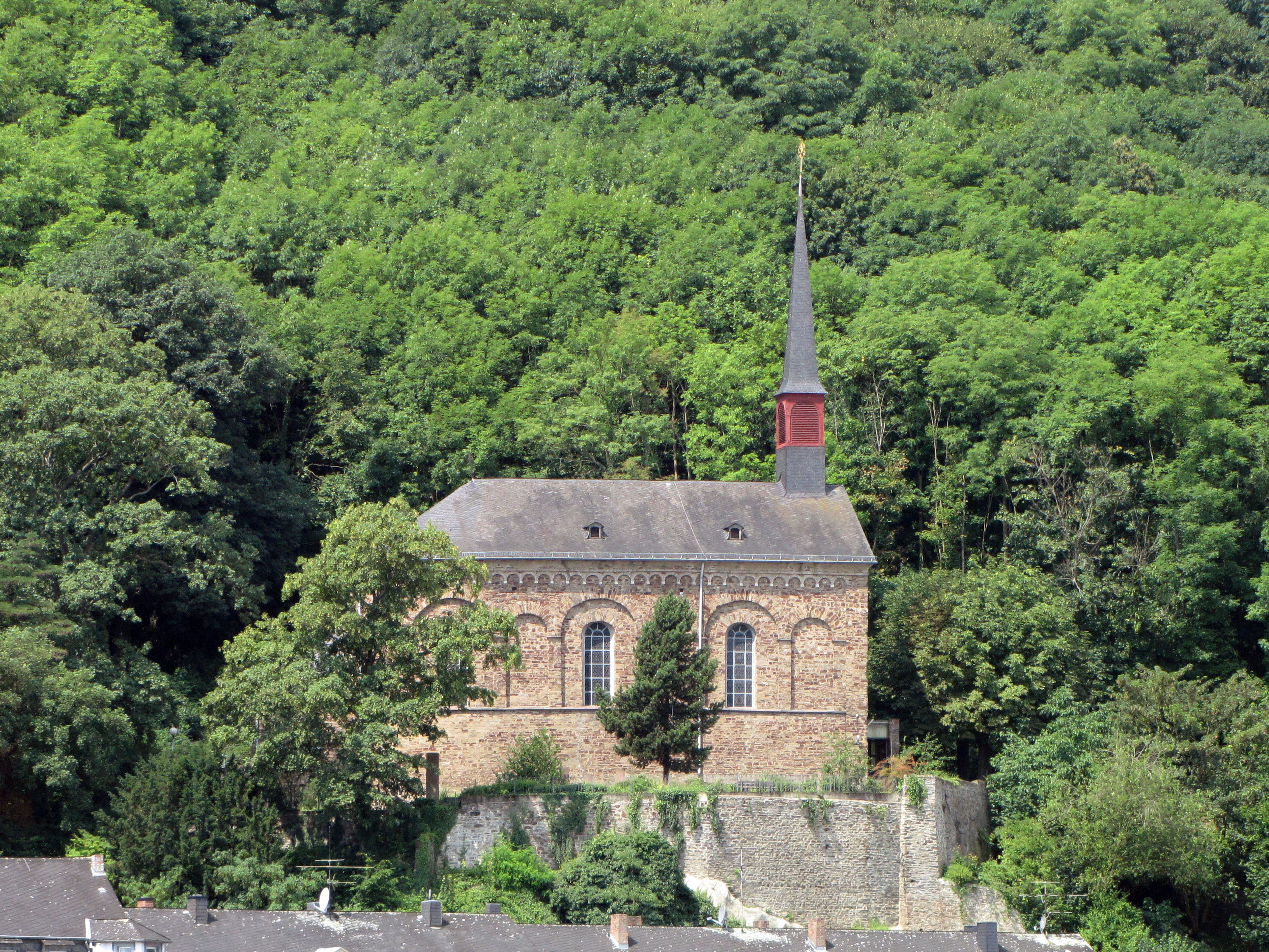
Katholische Pfarrkirche St. Menas
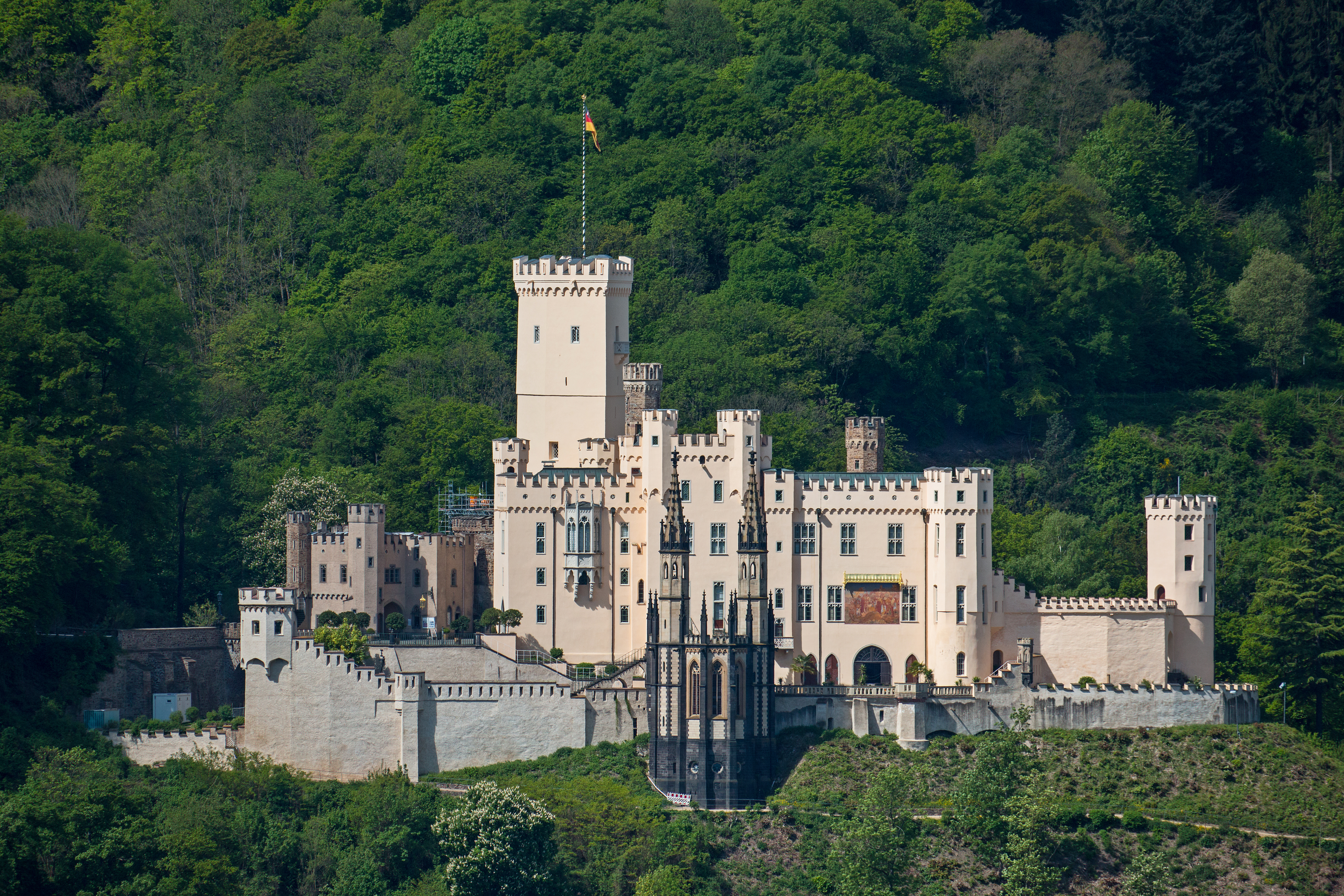
Schloss Stolzenfels
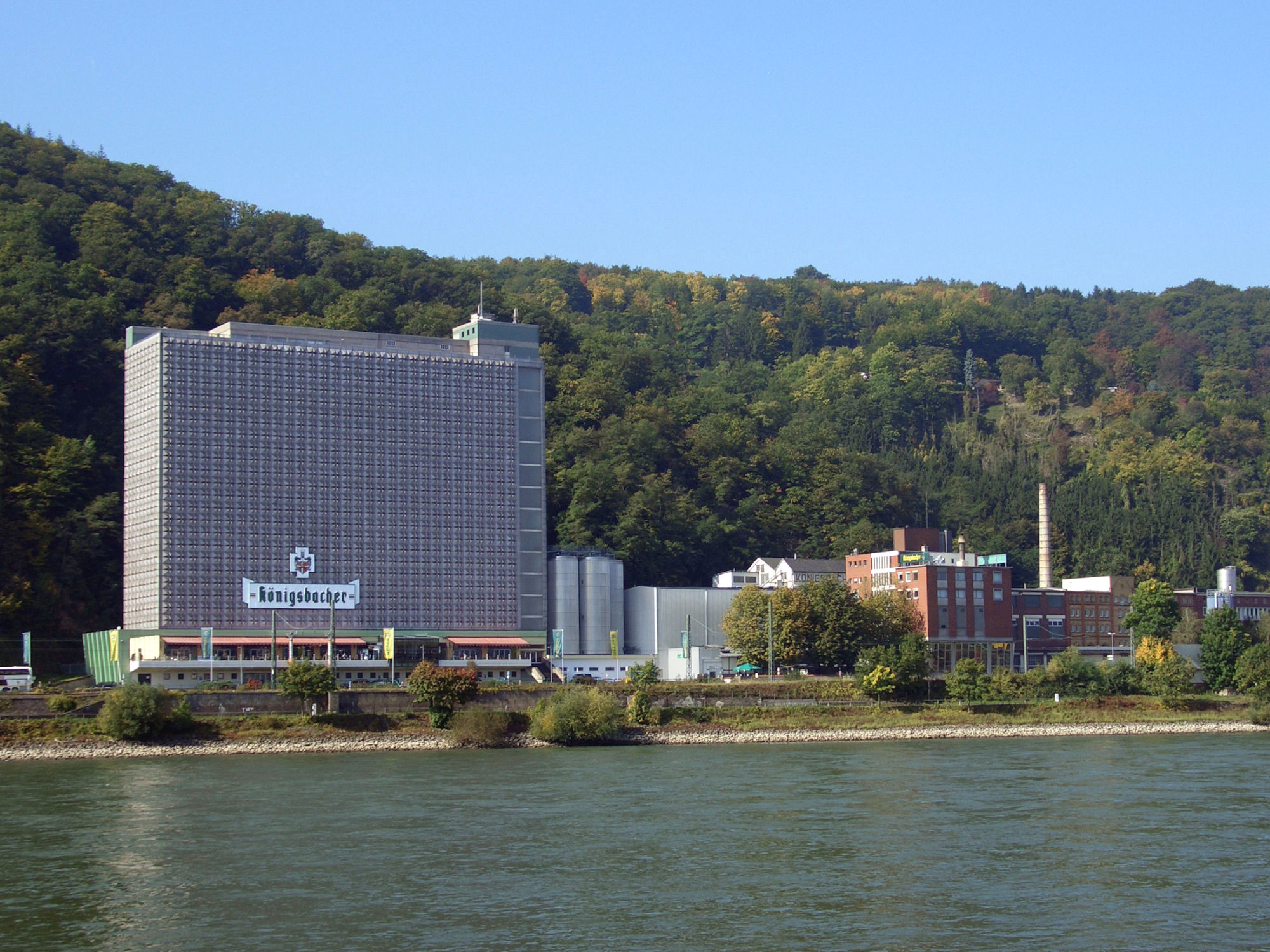
Königsbacher Brauerei 2008

## Politik

### Bürgermeister
- 1949–1969: P. Thomé

### Ortsvorsteher
- 1969–1974: P. Thomé
- 1974–1979: V. Heuchemer
- 1979–2006: R. Dahlem
- 2006–2014: Christian Gürke (CDU)
- Seit 2014: Gregor von der Heyden

Bei der Direktwahl am 26. Mai 2019 wurde Gregor von der Heyden mit einem Stimmenanteil von 77,3 % und bei der Kommunalwahl am 9. Juni 2024 als einziger Bewerber mit einem Stimmenanteil von 66,0 % jeweils für weitere fünf Jahre in seinem Amt bestätigt.

### Ortsbeirat
Für den Stadtteil Stolzenfels wurde ein Ortsbezirk gebildet. Dem Ortsbeirat gehören fünf Beiratsmitglieder an, den Vorsitz im Ortsbeirat führt der direkt gewählte Ortsvorsteher.
Zur Zusammensetzung des Ortsbeirats siehe die Ergebnisse der Kommunalwahlen in Koblenz.

## Tourismus

### Regelmäßige Veranstaltungen
- Rhein in Flammen Großfeuerwerke und Schiffskonvoi am 2. Samstag im August entlang Spay, Braubach mit der Marksburg, Brey, Rhens, Koblenz-Stolzenfels mit Schloss Stolzenfels, Lahnstein mit der Burg Lahneck und der Mündung der Lahn zum  Höhenfeuerwerk von der Festung Ehrenbreitstein in Koblenz.

### Wanderwege
Koblenz-Stolzenfels ist der Startpunkt des Mosel-Camino, eines Wanderweges entlang der Mosel auf den Spuren der mittelalterlichen Jakobspilger. Der Linksrheinische Jakobsweg (Weg der Jakobspilger entlang der Rhein-Achse) führt durch den Ort.

## Persönlichkeiten
Folgende Persönlichkeiten wurden in Capellen bzw. Stolzenfels geboren:
- 1857: Franz Molitor, Maler
- 1917: Peter Lindemann (1917–2006), Volkswirt und Professor, lebte in Böblingen[9]

### Dokumente
- Bild von Stolzenfels und Capellen aus J.F. Dielmann, A. Fay, J. Becker (Zeichner): F.C. Vogels Panorama des Rheins, Bilder des rechten und linken Rheinufers, Lithographische Anstalt F.C. Vogel, Frankfurt 1833
- Bild 2 von Capellen, dito
- Bild 3 von Capellen, dito
- Bild 4 von Capellen, dito
- Bild 5 von Capellen, dito